# Absorption (Chemie)
Chemische Absorption beschreibt die Aufnahme von Stoffen in das freie Volumen einer kondensierten Phase oder eines porösen Festkörpers. Ein aufgenommener Stoff wird dabei als Absorbat, das aufnehmende Medium als Absorbent oder Absorbens bezeichnet. Absorption ist von Adsorption, der Anreicherung von Stoffen an Grenzflächen kondensierter Phasen, zu unterscheiden. Absorption und Adsorption gehören jedoch beide zu den sogenannten Sorptionsprozessen. Weiterhin ist Absorption im hier diskutierten Sinne von der Absorption von Strahlung zu unterscheiden.
Chemische Absorption wird heute unter anderem zur Reinigung von Industrieabluft eingesetzt, etwa bei Abluft von Galvanikanlagen oder zur Beseitigung von Gerüchen. Durch die gesetzlichen Vorgaben der Grenzwerte (etwa TA Luft) für bestimmte Stoffe, welche wiederholt verschärft wurden, wird die Absorptionstechnik immer wichtiger.
Absorption kann in Füllkörperkolonnen, Kolonnen mit strukturierten Packungen, Bodenkolonnen, Blasensäulenreaktoren, über Membrantechnologien oder mit der regenerativen Fallfilm-Technologie erfolgen.
Es wird zwischen der Physioabsorption und der Chemisorption unterschieden.

## Physisorption
Bei der physikalischen Absorption wird das Gas beispielsweise in dem Lösungsmittel aufgelöst. Es findet eine Vermischung aber keine chemische Reaktion statt. Bei Feststoffen kann auch eine Anreicherung des gasförmigen Stoffes auch an der Oberfläche stattfinden dann spricht man jedoch von Adsorption. Die Absorptionsenthalpie  bzw. Adsorptionsentalpie entspricht hierbei nicht der Verdampfungsenthalpie.

## Chemisorption
Bei der chemischen Absorption reagiert das Gas mit dem Lösungsmittel, sodass sich ein Produktstoff bildet. Die Absorptionsenthalpie entspricht in diesem Fall der Reaktionsenthalpie.
{\displaystyle \Delta H^{Absorption}=\Delta H^{R}}
Beispiele hierfür sind die Reaktion von Schwefeldioxid mit Calciumhydroxid oder von Chlorwasserstoff mit Wasser.

## Absorption von Stoffen
Der Vorgang der Absorption wird durch eine Affinität des einen Stoffes für den anderen hervorgerufen – es besteht eine bestimmte Löslichkeit der Stoffe ineinander. Die Absorption von Gasen kann nicht nur in einer Flüssigkeit, sondern auch in einem festen Stoff erfolgen. Das Gas wird bei gegebener Temperatur im Absorptionsmittel gelöst, wobei Wärme (Absorptionswärme oder Lösungswärme) entsteht. Das aufgenommene Gas wird Absorbat genannt.
Handelt es sich um ein geschlossenes System, beispielsweise einer Flüssigkeit und einem Gas, so strömen (Diffusion) zunächst die gasförmigen Atome oder Moleküle in die Flüssigkeit, bis die Löslichkeit des Gases in der Flüssigkeit erreicht ist. Dabei stellt sich ein dynamisches Gleichgewicht ein, das heißt, der Teilchenstrom in die Flüssigkeit ist genauso groß wie der Teilchenstrom in die Gasphase.
Finden bei der Lösung der Gase keine chemischen Reaktionen statt, so gilt für Flüssigkeiten bei niedrigem Druck näherungsweise das Henrysche Gesetz. Bei gegebener Temperatur ist die Konzentration {\displaystyle c} eines Gases proportional seinem Druck {\displaystyle p} über der Flüssigkeit:
{\displaystyle c=k\cdot p}
Hierbei ist {\displaystyle k} der Absorptionskoeffizient, der von der Temperatur und den beteiligten Stoffen abhängt. Sind mehrere Gase an der Absorption beteiligt, so werden sie unabhängig voneinander gemäß ihrem jeweiligen Partialdruck {\displaystyle p_{\mathrm {x} }} in der Gasphase gelöst:
{\displaystyle c_{x}=k_{\mathrm {x} }\cdot p_{\mathrm {x} }} (Henry-Daltonscher Verteilungssatz)
Sind bei einem Gas mehrere nicht mischbare Flüssigkeiten als Absorptionsmittel beteiligt, so ist das Verhältnis der Konzentrationen unabhängig von der Menge des gelösten Stoffes und der Flüssigkeiten und hängt nur von der Temperatur und den Stoffen ab; siehe Nernstscher Verteilungssatz.

## Filtration – Adsorption – Absorption
FiltrationSchwebstoffe  oder suspendierte Stoffe lassen sich durch Filtration aus einem Flüssigkeits- oder Gasstrom abtrennen. Bei diesen mechanischen Filtern steigt die Rückhaltefähigkeit mit der Belegung, da die Schwebstoffe langsam die feinen Poren des Filters zusetzen. Dabei nimmt der Luft- bzw. Flüssigkeitswiderstand des Filters zu und dessen Porengröße ab.
AdsorptionWerden dagegen Flüssigkeits- oder Gasbestandteile an einer festen Oberfläche etwa von Aktivkohle oder von Zeolithen fest gebunden, so spricht man von Adsorption. Für Adsorptions-Filter gilt: Je stärker dieser Filtertyp belegt ist, desto geringer ist die Rückhaltefähigkeit. Die physikalische Bindung wird auch als Physisorption bezeichnet. Die Adsorption wird zur Reinigung, Trocknung (Trockenmittel) und in Kältemaschinen (Adsorptionskältemaschine) verwendet.
AbsorptionWird ein Gas- oder Luftstrom durch eine Waschflüssigkeit geleitet, so spricht man von Gaswäsche oder auch von Absorption. Dabei werden die zu absorbierenden Gaskomponenten (Absorptiv – ungebunden, Absorbt – gebunden) molekular in der Waschflüssigkeit (Absorbens – unbeladen, Absorbat – beladen) gebunden. Das Austreiben der nun gebundenen Gaskomponenten kann durch Druckverringerung und/oder durch Temperaturerhöhung erfolgen.